# Бостон (Џорџија)
Бостон (енгл. Boston) град је у америчкој савезној држави Џорџија. По попису становништва из 2010. у њему је живело 1.315 становника.

## Демографија
Према попису становништва из 2010. у граду је живело 1.315 становника, што је 102 (7,2%) становника мање него 2000. године.
| Група             | 2000.       | 2010.       |
| Белци             | 428 (30,2%) | 426 (32,4%) |
| Афроамериканци    | 958 (67,6%) | 859 (65,3%) |
| Азијати           | 0 (0,0%)    | 0 (0,0%)    |
| Хиспаноамериканци | 31 (2,2%)   | 27 (2,1%)   |
| Укупно            | 1.417       | 1.315       |